# Thedford
Thedford é uma vila localizada no estado americano de Nebraska, no Condado de Thomas.

## Demografia
Segundo o censo americano de 2000, a sua população era de 211 habitantes.
Em 2006, foi estimada uma população de 182, um decréscimo de 29 (-13.7%).

## Geografia
De acordo com o United States Census Bureau, a localidade tem uma área de 0,6 km², sem área coberta por água. Thedford localiza-se a aproximadamente 871 m acima do nível do mar.

## Localidades na vizinhança
O diagrama seguinte representa as localidades num raio de 44 km ao redor de Thedford.